# Bernard Goumou

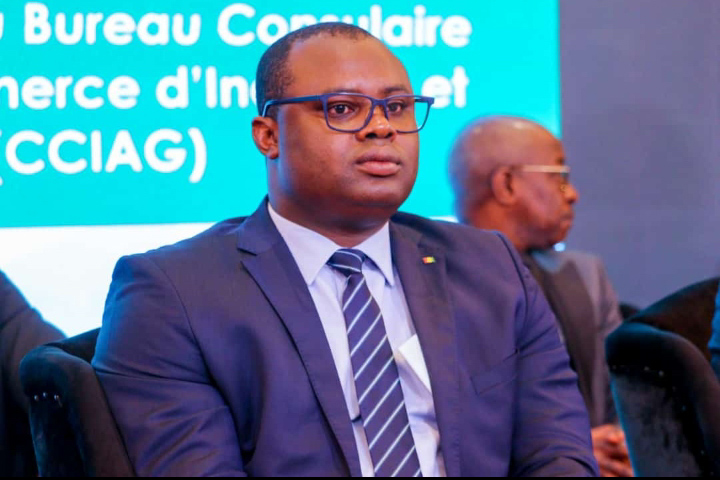
Bernard Goumou, 2022

Bernard Goumou (* 8. September 1980 in Abidjan, Elfenbeinküste) ist ein guineischer Manager, Wirtschaftsprüfer und Politiker und von Juli 2022 bis Februar 2024 Regierungschef seines Heimatlandes. Am 19. Februar wurde er von der Militärregierung entlassen, ebenso sein gesamtes Kabinett.

## Leben
Goumou ist der dritte Sohn von Michel Goumou und seiner Frau Feue Seny Kourouma, die sieben Kinder haben. Er wuchs zuerst in der Elfenbeinküste und dann in Lola, Waldguinea, auf, wo er auch die Schulen besuchte. Er erhielt zuerst das Certificat d’études primaires et élémentaires (CEPE) und besuchte ab 1989 die Primarschule im Westen von Abobo. Später erhielt er ein Stipendium, um in Marokko zu studieren. Dort bekam er das Diplom der École Supérieure de Commerce du Maroc. Er studierte weiter in Burkina Faso am Institut Supérieur d’informatique et de Gestion Internationale (ISIG) von Ouagadougou und an der École Supérieure des Assurances (ESA) in Paris.
2003 kehrte Goumou nach Conakry, Guinea, zurück, wo er für PricewaterhouseCoopers als Wirtschaftsprüfer zu arbeiten begann. Danach war er für verschiedene internationale Firmen wie SMD, Holcim und Activa tätig, wo er als Geschäftsführer oder Direktor amtierte. 2016 gründete er die Versicherungsgesellschaft Lanala Assurances, 2018 Lanala Assurance de vie (deutsch: Lebensversicherungen) und 2020 Lanala Finances (Finanzen), die 2021 zur Lanala Holdung zusammengeführt wurden. 2020 wurde ihm von der Lyon School of Management et Business Science Institute ein Doktor in Business Administration verliehen.
Nach dem Militärputsch vom 5. September 2021 wurde er am 27. Oktober des gleichen Jahres von Präsident Mamady Doumbouya als Minister für Handel, Industrie und Klein- und mittlere Unternehmen berufen. Er wirkte auf die Handels-, Industrie- und Handwerkskammer und die verschiedenen Arbeitgeberverbände ein, damit sie in der Confédération des Entreprises de Guinée (CGE-GUI) vereinigt werden konnten.
Am 16. Juli 2022 wurde er ad interim von Doumbouya zum Premierminister ernannt, weil sein Vorgänger Mohamed Béavogui krankheitshalber ausgefallen war. Am 20. August 2022 wurde er offiziell in dieses Amt eingeführt. Nach der Treibstoffkrise, die durch den Brand des zentralen Treibstoffdepots in Conakry am 18. Dezember 2023 ausgelöst wurde, und internen Meinungsverschiedenheiten und Machtkämpfen wurde er am 19. Februar 2024 von der Militärregierung entlassen, ebenso sein gesamtes Kabinett.

## Familie
Goumou ist verheiratet und Vater von vier Kindern.